# Арроз ґордо
Арроз ґордо (буквально «Жирний рис») — рисова страва, яку часто споживають євразійці в Гоа, Макао, Малайзії та Сінгапура. Його порівнюють з різновидом паельї.

## Етимологія
Арроз ґордо вказує на багатство та широтність інгредієнтів.

## Історія
Арроз ґордо часто їдять під час святкових та/або особливих випадків, таких як Різдво.

## Інгредієнти
Хоча різні рецепти вимагають різних інгредієнтів, арроз ґордо містить рис, чорізо (або ковбасу), курку, свинину та зварені круто яйця.
На приготування страви може знадобитися два дні і більше.

## Курйози
Чиказький ресторан Fat Rice отримав свою назву від цієї страви.